# Gabriele Morello
Gabriele Morello Ahrens (Palermo, 18 marzo 1928 – Palermo, 18 gennaio 2024) è stato un economista e saggista italiano. Figura importante nel settore della formazione manageriale e dell'educazione alla gestione aziendale, la sua carriera accademica e professionale si articolò in diversi ambiti, inclusi giurisprudenza, economia, statistica e psicologia.

## Biografia
Studiò presso l'Università di Palermo, il Balliol College dell'Università di Oxford e Stanford, dove ottenne vari titoli, incluso un Master in Economia. A Stanford, grazie a borse di studio Fulbright e Smith Mundt, lavorò nel Dipartimento di Sviluppo Economico e all'Hoover Institute. Tornato in Italia, insegnò all'IPSOA di Torino e ricoprì ruoli direttivi alla Società Italiana per le Ricerche di Mercato (SIRM) e all'Istituto Italiano per l'Opinione Pubblica (IIOP) a Milano. Nel 1956 fondò a Palermo l'ISIDA, la prima scuola di management del sud Italia, che diresse fino al dicembre 2004.
Nel corso della sua carriera accademica ricoprì incarichi, tra gli altri, presso l'Università di Torino, l'Università di Palermo, la City University di Londra e la Vrije Universiteit di Amsterdam. Insegnò anche in istituzioni quali l'INSEAD in Francia, l'Istituto Hernstein in Austria e l'Università di Rhode Island in USA, oltre a partecipare a programmi presso l'Università Bocconi a Milano, l'American University of Armenia e l'Università dell'Avana a Cuba.
Ricoprì ruoli di rilievo in diverse associazioni e organizzazioni nel campo della formazione manageriale e della ricerca di mercato. Fu presidente di enti influenti come l'AISM (Associazione Italiana per gli Studi di Marketing), fondatore e primo Presidente dell'ASFOR (Associazione per la Formazione alla Direzione Aziendale), un'istituzione centrale nella formazione manageriale in Italia, presiedendo anche il Collegio dei Probiviri. A livello internazionale, fu presidente dell'EAMTC (ora EFMD, European Foundation for Management Development) e dell'ESOMAR (European Society for Opinion and Marketing Research). Inoltre, lavorò con enti ed aziende private e pubbliche in tutto il mondo, tra cui ONU, OCSE, ILO e BBC World Service, svolgendo anche consulenze per il governo italiano e olandese
Nel periodo dal 1985 al 1990, contribuì al settore informatico e allo sviluppo industriale del sud Italia, ricoprendo il ruolo di vice-presidente di SISPI (Sistema Palermo Informatica) e di Consigliere di Amministrazione della SVIMEZ (Associazione per lo Sviluppo dell'Industria nel Mezzogiorno). Negli anni novanta contribuì alla riorganizzazione degli uffici dell'ICE e nell'Assessorato alla Cooperazione della Regione Siciliana, fornendo consulenze strategiche.
Morì a Palermo il 18 gennaio 2024 all'età di 95 anni.

## Campi di ricerca
Tra il 1955 ed il 2017, Morello produsse 284 pubblicazioni, coprendo una vasta gamma di argomenti spazianti dallo sviluppo economico e sociale, alla formazione manageriale, alla ricerca di mercato, alla pubblicità e all'impatto sociale e culturale della globalizzazione. Particolare accento fu posto sui temi relativi al Mezzogiorno d'Italia, con un focus specifico sulle aree in fase di sviluppo e sulle dinamiche sociali ed economiche caratterizzanti queste regioni. Non mancò di esplorare anche le strategie aziendali, i metodi di formazione manageriale e le tecniche di marketing, con un interesse particolare per il settore alimentare e turistico. Alcune pubblicazioni, inoltre, verterono sull'analisi dei processi decisionali e sul ruolo del tempo nella gestione aziendale e nella vita quotidiana.

## Onorificenze e riconoscimenti

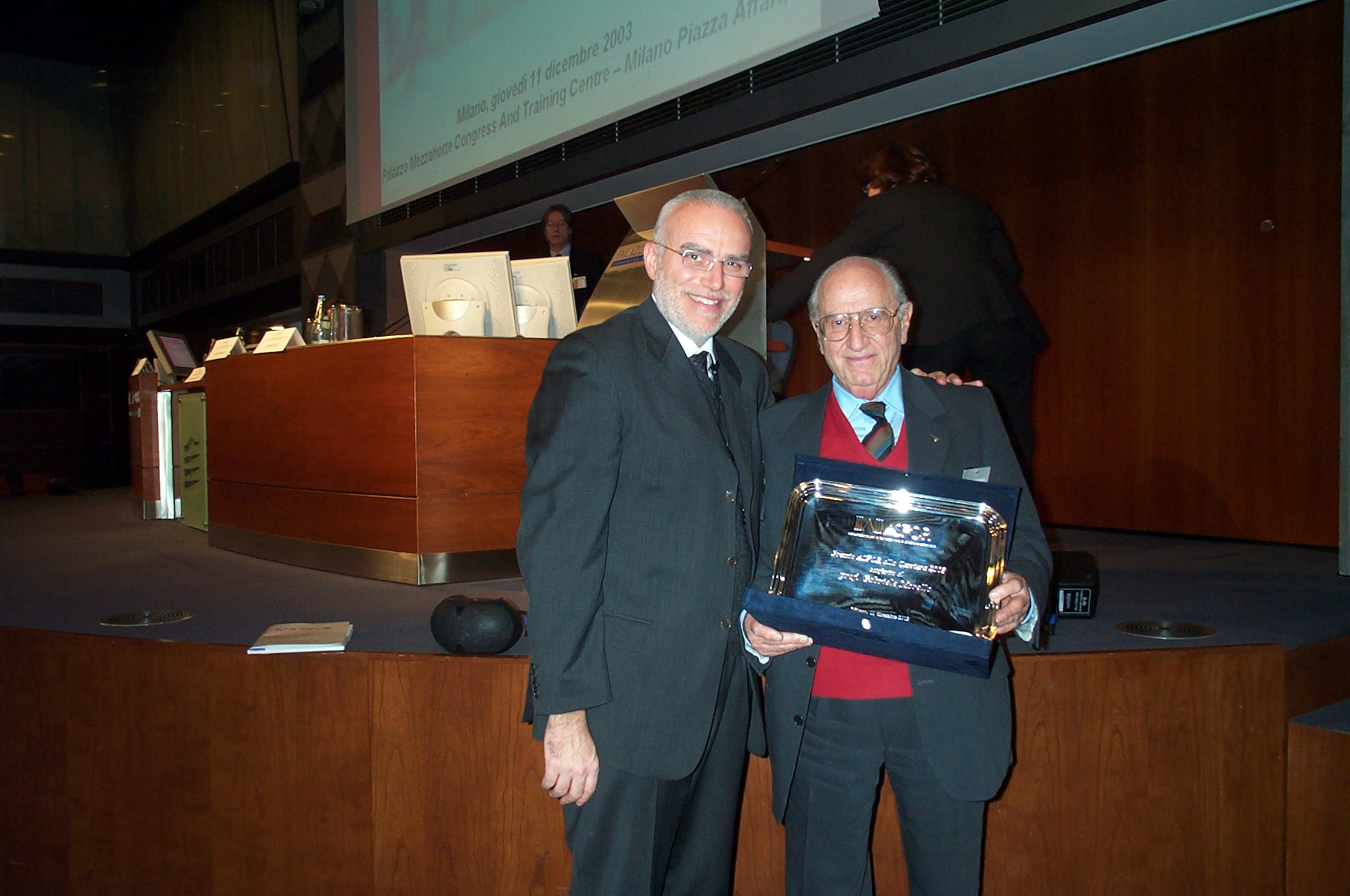
11 dicembre 2003, Palazzo Mezzanotte, Milano - Morello (a destra) riceve il Premio alla carriera ASFOR dal Segretario Generale Mauro Meda

Nel 2003 ricevette il Premio ASFOR alla carriera per il suo operato nel campo dell'educazione alla gestione aziendale. Organizzazioni internazionali come l'AIF e il Club UNESCO gli tributarono simili onorificenze.
Nel 2008 fu nominato Professore Honoris Causa dalla International Business School di Mosca (MIRBIS).

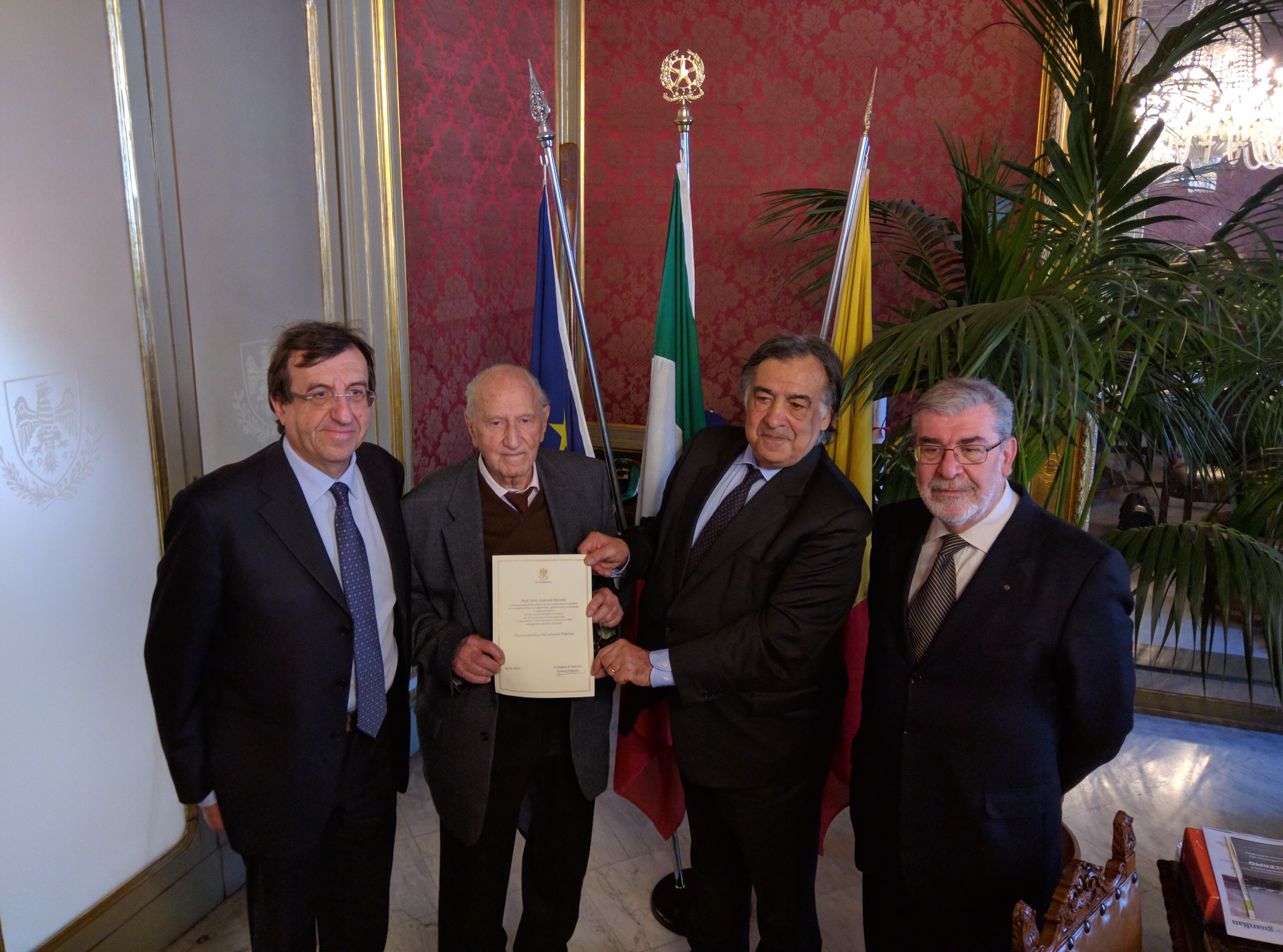
Il Sindaco di Palermo Leoluca Orlando, conferisce a Morello (il secondo da sinistra), il riconoscimento "Tessera Preziose del Mosaico Palermo"

Il 12 Aprile 2017 il Sindaco del Comune di Palermo Leoluca Orlando gli conferì il riconoscimento "Tessera Preziosa del Mosaico Palermo".

## Pubblicazioni principali
- L'assistenza tecnica nelle aree in fase di sviluppo, 1955, Milano
- La formazione dei quadri direttivi aziendali nel Mezzogiorno, Roma, 1957
- Pädagogische Prinzipien und Ergebrisse der Methoden aktiven Lerners, Wien, 1959
- Petrolio e sud, inchiesta a Ragusa, Milano, ET/AS Editrice, 1959
- Indagine sui costi di distribuzione dei generi alimentari in Italia, Palermo, Industria grafica nazionale, 1960
- Aspetti socio-economici della comunità di Gela, Palermo, Tip. IRES, 1960
- Problemi e tecniche della distribuzione dei generi alimentari, Milano, A. Giuffré, 1960
- Possibilità di reimpiego di manodopera resa disponibile dalla riorganizzazione del settore zolfifero, Palermo, 1961
- A technique for comparing different levels of economic development, 1961
- L'industrializzazione della provincia di Siracusa, Bologna, 1962
- Il ruolo della Sicilia nel quadro degli scambi italo-africani, 1964
- Indirizzi e dimensioni di intervento nei settori produttivi della Regione siciliana per una politica di sviluppo 1966-1970, Palermo, 1968
- Il lavoro femminile nella struttura economica della Sicilia: attualità e prospettive, 1968
- Time orientation and its use in social research, 1977
- Valutazione della formazione aziendale: metodologia e risultati di una ricerca internazionale, 1978
- Indici di soddisfazione del consumatore, problemi e sviluppi, Palermo, 1979
- L'ascolto delle radio locali a Palermo, 1979
- The hidden dimensions of marketing, Amsterdam, Vrije Universitet[14], 1993
- Ricerche e strategie di marketing per il vino siciliano, Palermo, ISIDA, stampa 1993
- Culture a confronto: Sicilia e Cuba, 2003
- Time and temporality: research for a new culture of time, Palermo, F. Orlando, 2005, ISBN 8886289030
- Come ci vedono: immaginario della Sicilia e dei siciliani nel mondo, Palermo, 2007, ISBN 978-88-95330-04-4